# Irene de Monferrato
Irene de Monferrato, nascida Iolanda e também conhecida como Violante (Casale, c. 1274 - Constantinopla, 1317) foi a segunda imperatriz-consorte do imperador bizantino Andrónico II Paleólogo e também a princesa-herdeira da Marca de Monferrato, no Piemonte.

## História
Irene nasceu em Casale Monferrato, (atualmente um comune do Piemonte) e era filha do marquês Guilherme VII de Monferrato e sua segunda esposa, Beatriz de Castela. Seus avós maternos eram o rei Afonso X de Leão e Castela e sua esposa, Violante de Aragão, de quem herdou o nome (Yolande é uma variação de Violante).
Em 1284, Andrônico II, viúvo de sua primeira esposa, Ana, se casou com Yolande, que foi renomeada para Irene quando se tornou imperatriz. Ela e Andrônico era primos de quarto ou quinto grau, sendo ambos descendentes de Andrônico Ducas Ângelo, o pai do imperador Isaac II Ângelo, e do imperador Aleixo III Ângelo. Irene trouxe consigo os direitos que Monferrato tinha sobre o Reino de Salonica, um domínio que, apesar de ter sido conquistado meio-século antes do nascimento de Irene pelo estado sucessor bizantino, o Despotado do Epiro, ainda era reivindicado por uma breve dinastia real de Monferrato.
Posteriormente se mostrou que os Monferrato italianos não tinham mais herdeiros homens da linhagem dos Aleramici e os filhos de Irene conseguiram herdar seus diretos após a morte do irmão de Irene, João I de Monferrato em 1305.

## Casamento e filhos
O casamento de Irene e Andrônico produziu diversos filhos:
- João Paleólogo, déspota.[1]
- Teodoro I de Monferrato, marquês de Monferrato.[1]
- Demétrio Paleólogo, déspota e pai da imperatriz bizantina Irene Paleóloga.[1]
- Simonida Paleóloga, esposa do rei Estêvão Milutino, do Reino da Sérvia.[1]

O enteado de Irene, Miguel IX Paleólogo deveria suceder seu marido como imperador, mas quem o fez foi o filho de Miguel, Andrônico III Paleólogo, o que pode ser em parte atribuído às artimanhas de Irene para garantir alguma medida de poder e posses para seus próprios descendentes.
Irene deixou Constantinopla em 1303 e se fixou em Tessalônica, onde realizava sua própria corte, controlava suas finanças e defendia sua própria política externa. Ela morreu em 1317, quatorze anos depois. Nicéforo Gregoras retratou-a como uma governante ambiciosa e arrogante em sua "História".